# Качура, Георгий Иванович
Георгий Иванович Качура (род. 20 сентября 1947) — советский футболист, игравший на позиции защитника. Известен выступлениями за клубы «Ростсельмаш» и «Спартак» (Ивано-Франковск).

## Биография
Родился 20 сентября 1947 года. Во взрослом футболе дебютировал в 1967 году в составе клуба «Энергия» (Новочеркасск). Своей игрой привлёк внимание клуба «Ростсельмаш», к составу которого присоединился в 1968 году. Провёл в составе заводчан 2 следующих сезона (оба в классе «Б»), стабильно играя в основном составе.
В 1970 году перешёл в клуб «Волгарь» из Астрахани, за который отыграл следующие два сезона, также в классе «Б». В 1972 году пополнил состав клуба СКА (Ростов-на-Дону), который играл в высшей лиге национального первенства. В основном составе закрепиться игроку не удалось, сыграл в одном матче чемпионата.
Сезон 1973 года начал в составе клуба «Калитва» из одноимённого города Ростовской области. В 1974 году переехал в Ригу, где пополнил состав клуба «Даугава», который выступал в классе «В». В 1975 году на один сезон вернулся в состав клуба «Ростсельмаш», стабильно играл в основе.
В 1976 году перешёл в «Спартак» из Ивано-Фраанковска, за который отыграл следующие два сезона. Игровую карьеру завершил в 1978 году выступлениями за клуб из УССР в классе «Б».